# Yacimientos del Calvero de la Higuera
Los yacimientos del Calvero de la Higuera o de Pinilla del Valle son un conjunto de localidades paleontológicas y arqueológicas del Pleistoceno Superior ubicadas en el valle del Lozoya, en el municipio de Pinilla del Valle, en la Comunidad de Madrid (España), que han proporcionado restos del hombre de Neandertal, de industria musteriense y de la fauna coetánea, como hienas, leones, osos, rinocerontes, caballos, gamos, etc. Los cinco yacimientos principales se denominan «Cueva del Camino», «Abrigo de Navalmaíllo», «Cueva de la Buena Pinta», «Abrigo Ocelado» y «Cueva Des-Cubierta».
Los fósiles y la industria lítica se encuentran en los rellenos sedimentarios de un sistema kárstico compuesto por numerosas cavidades y abrigos de edades y evolución independientes. Algunos abrigos y cavidades fueron usados como refugio o campamento por los neandertales, con varios niveles de ocupación, siendo uno de ellos el campamento neandertal de mayor extensión de toda Europa; otras, la mayoría, fueron usadas como cubiles por hienas, que, por otra parte, produjeron abundantes acumulaciones de restos animales; algunas, por último, fueron ocupadas alternativamente por humanos y carnívoros.
Fueron declarados Bien de Interés Cultural el 23 de diciembre de 2004, bajo la denominación «Zona Arqueológica y Paleontológica “Los Calveros”». Asimismo están propuestos como «Lugar de interés geológico español de relevancia internacional» (Geosite) por el Instituto Geológico y Minero de España, con la denominación «VP-004: Calvero de la Higuera, Valle del Lozoya», dentro del contexto geológico «yacimientos de vertebrados del Plioceno-Pleistoceno español».

## Cueva del Camino
Fue un cubil de hienas usado durante el último interglaciar, el Eemiense (o Riss-Würm), un periodo cálido hace entre 100 000 y 90 000 años. Es el primer yacimiento que se descubrió en la zona, conocido inicialmente como «yacimiento de Pinilla del Valle». Las primeras excavaciones proporcionaron abundantes restos de fauna y dos dientes humanos, atribuidos inicialmente a preneandertales.

### Geología

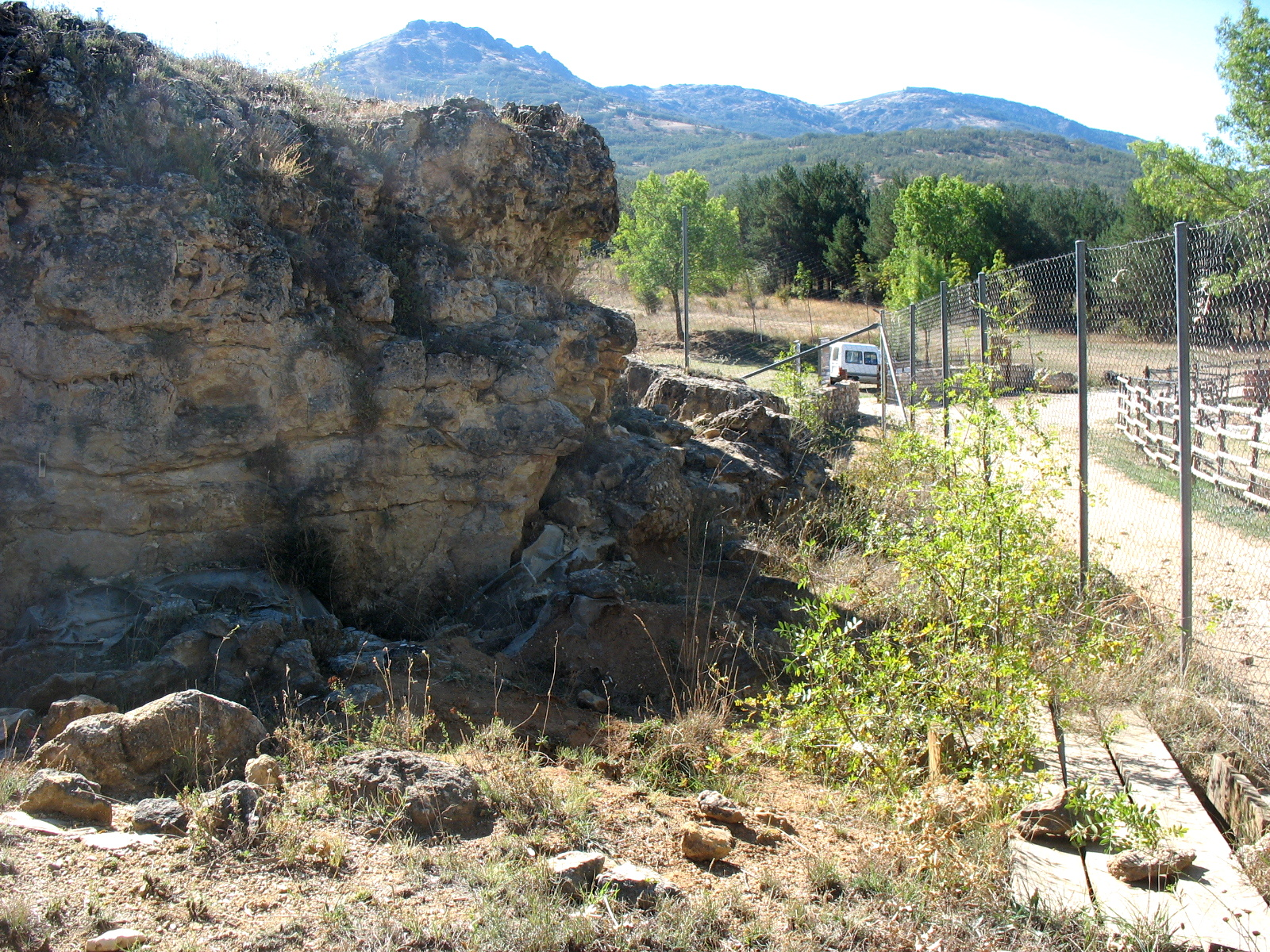
Cueva del Camino.

La Cueva del Camino es una cavidad kárstica formada por disolución de calizas del Cretácico Superior. Actualmente está expuesta al exterior y el techo colapsado.

#### Estratigrafía
En el sector Norte del relleno de la cueva se han establecido varios niveles estratigráficos, numerados del 3 al 9, correspondiendo la acumulación ósea al número 5. Los dos primeros son depósitos fluviales con arenas, gravas y arcillas asociados al arroyo cercano. El nivel 5, el fosilífero, está constituido por arenas, limos y arcillas con clastos de caliza redondeados, además de los restos óseos.
El sector Central de la cueva presenta restos óseos y clastos de caliza de mayor tamaño, sin evidencias de transporte por agua, probablemente acumulados por gravedad desde zonas más elevadas o una entrada vertical a la cueva.
Otros dos sectores, «Diaclasa Roja» y Sur también han proporcionado restos fósiles, pero menos abundantes que en los anteriores.

#### Geocronología
En el nivel 5 del sector Norte se ha obtenido una datación por termoluminiscencia de 90 961±7881 años.

### Paleontología
El estudio sistemático de los fósiles ha proporcionado la siguiente lista:
Vegetación
Se han identificado 35 taxones vegetales, destacando:
- Árboles: Pinus, como elemento mayoritario, Quercus, Corylus, y Oleaceae, Betula, Alnus, Salix y Ulmus.
- Arbustos: Ericaceae, Juniperus, Rosaceae y Cistaceae.
- Herbáceas: Asteraceae, Chenopodiaceae, Plantago, Rumex, Urtica y Apiaceae.

Fauna

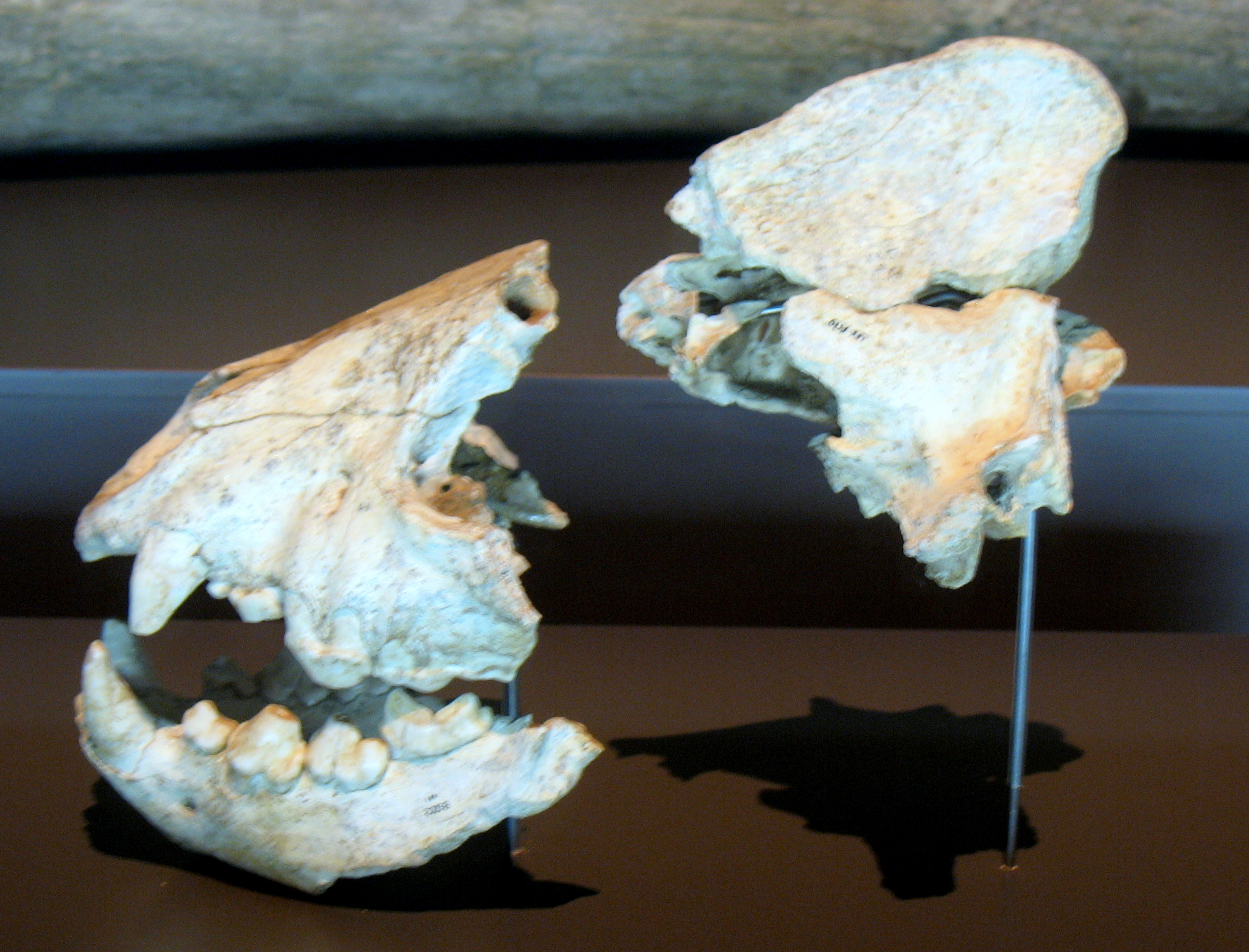
Cráneo de hiena manchada (Crocuta crocuta) de Cueva del Camino (Museo Arqueológico Regional de la Comunidad de Madrid).

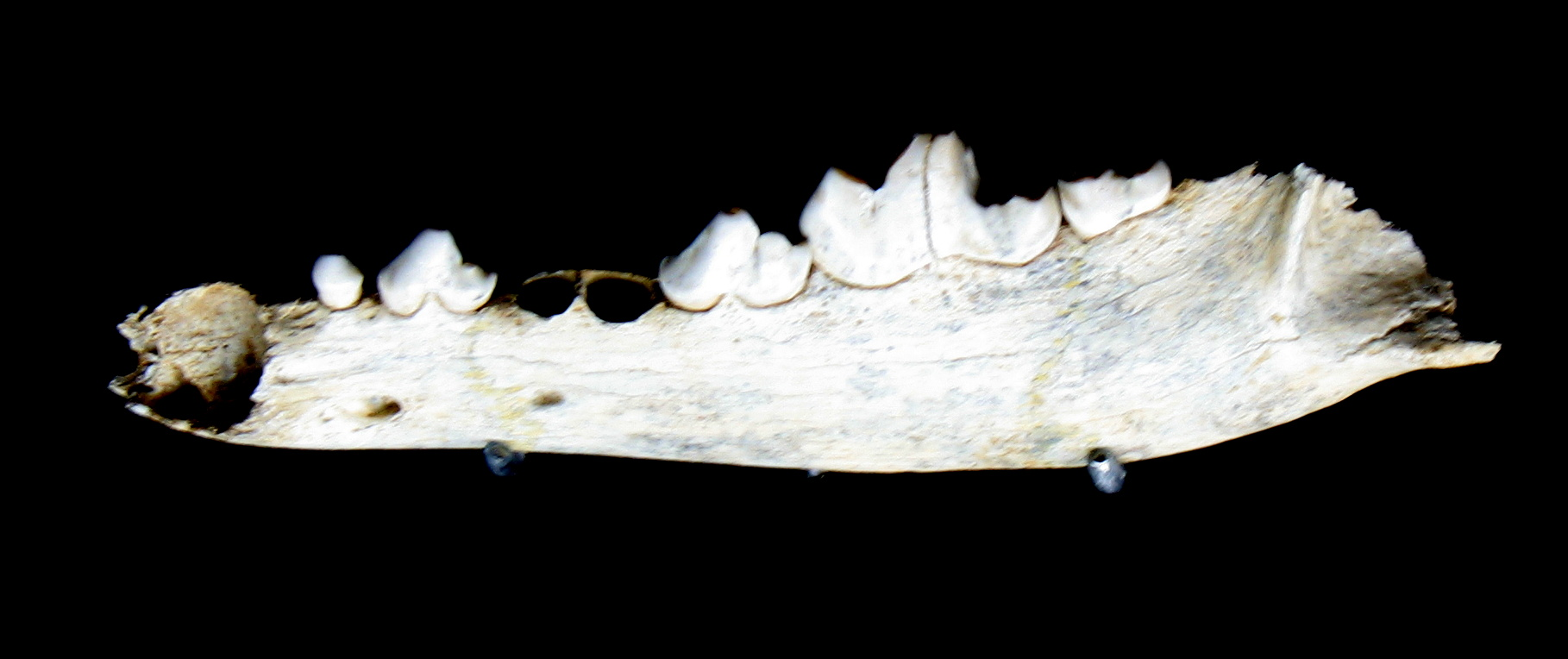
Hemimandíbula de lobo (Canis lupus), Cueva del Camino.

- Anfibios: Alytes cf. obstetricans, Pelobates cultripes, Bufo bufo, Bufo calamita, Hyla meridionalis, Rana cf. iberica, Pelophylax perezi
- Peces: Salmo sp.[4]
- Tortugas: Testudo hermanni
- Lagartos y serpientes: Timon lepidus, Lacertidae indet., Anguis fragilis, Natrix maura, N. natrix, Coronella austriaca, C. girondica, Malpolon monspessulanus, Rhinechis scalaris, Vipera latasti
- Aves: cf. Anas sp., Paseriformes indet.[4]
- Erinaceomorfos y soricomorfos: Erinaceus europaeus, Erinaceus sp., Crocidura russula, Sorex gr. araneus, S. minutus, Galemys pyrenaicus, Neomys fodiens/anomalus, Talpa europaea, T. occidentalis
- Murciélagos: Rhinolophus ferrumequinum, Rh. hipposideros, Myotis myotis/oxygnathus, M. nattereri, Plecotus auritus/austriacus
- Roedores y lagomorfos: Puercoespines: Hystrix cf. brachyura; hámsteres: Allocricetus bursae; ardillas: Sciurus vulgaris; arvicólidos: Arvicola sapidus, A. cf. terrestris, Chionomys nivalis, Microtus agrestis, M. arvalis, M. cabrerae, M. gr. duodecimcostatus, M. aff. malei, M. cf. vaufreyi, Myodes cf. glareolus, Pliomys coronensis; ratones: Apodemus sylvaticus; lirones: Eliomys quercinus; castores: Castor fiber; liebres y conejos: Lepus sp., Oryctolagus cuniculus
- Artiodáctilos: Sus scrofa, Cervus elaphus, Capreolus capreolus, Dama dama (el herbívoro más abundante), Rupicapra pyrenaica, Bos primigenius
- Perisodáctilos: Equus caballus, Stephanorhinus hemitoechus
- Carnívoros: Mustela nivalis, M. putorius, Crocuta crocuta,  Ursus arctos, Panthera sp., P. leo, Felis silvestris,  Lynx cf. pardinus, Vulpes vulpes, Canis lupus
- Primates: Homo neanderthalensis

#### Paleoecología
La secuencia polínica muestra un registro de condiciones variables durante el tiempo de relleno de la cueva, con ocho fases que van desde condiciones mediterráneas a templadas y secas, templadas y húmedas o secas y frías. Los momentos de aumento de vegetación nitrófila coincide con los de mayor diversidad de mamíferos.
Los mamíferos caracterizan un mosaico de ambientes; así el conejo, la mayoría de los topillos, el caballo, el rinoceronte, la hiena y el león indican espacios abiertos, otros, como la ardilla, el topillo rojo, el gamo común, el jabalí, el corzo, el uro, el turón, el lobo y el zorro son representantes de zonas boscosas, mientras que el sarrio señala zonas de cumbres y riscos próximos. Asimismo, tanto los macro como los micromamíferos indican un ambiente cálido, no hay prácticamente representantes de climas fríos.
El conjunto refleja el final del periodo interglaciar Eemiense y el anuncio de un nuevo ciclo glacial.

#### Biocronología
La datación biocronológica más precisa del yacimiento la aporta la asociación de roedores, que es típica de la primera mitad del Pleistoceno Superior, coincidiendo con la datación por termoluminiscencia.

#### Tafonomía
Más de la mitad de los restos de grandes mamíferos están fracturados por carnívoros. Hay escasa representación de restos craneales y alta de falanges y huesos cortos. Asimismo predominan los restos de extremidades posteriores frente a los de anteriores.

## Abrigo de Navalmaíllo

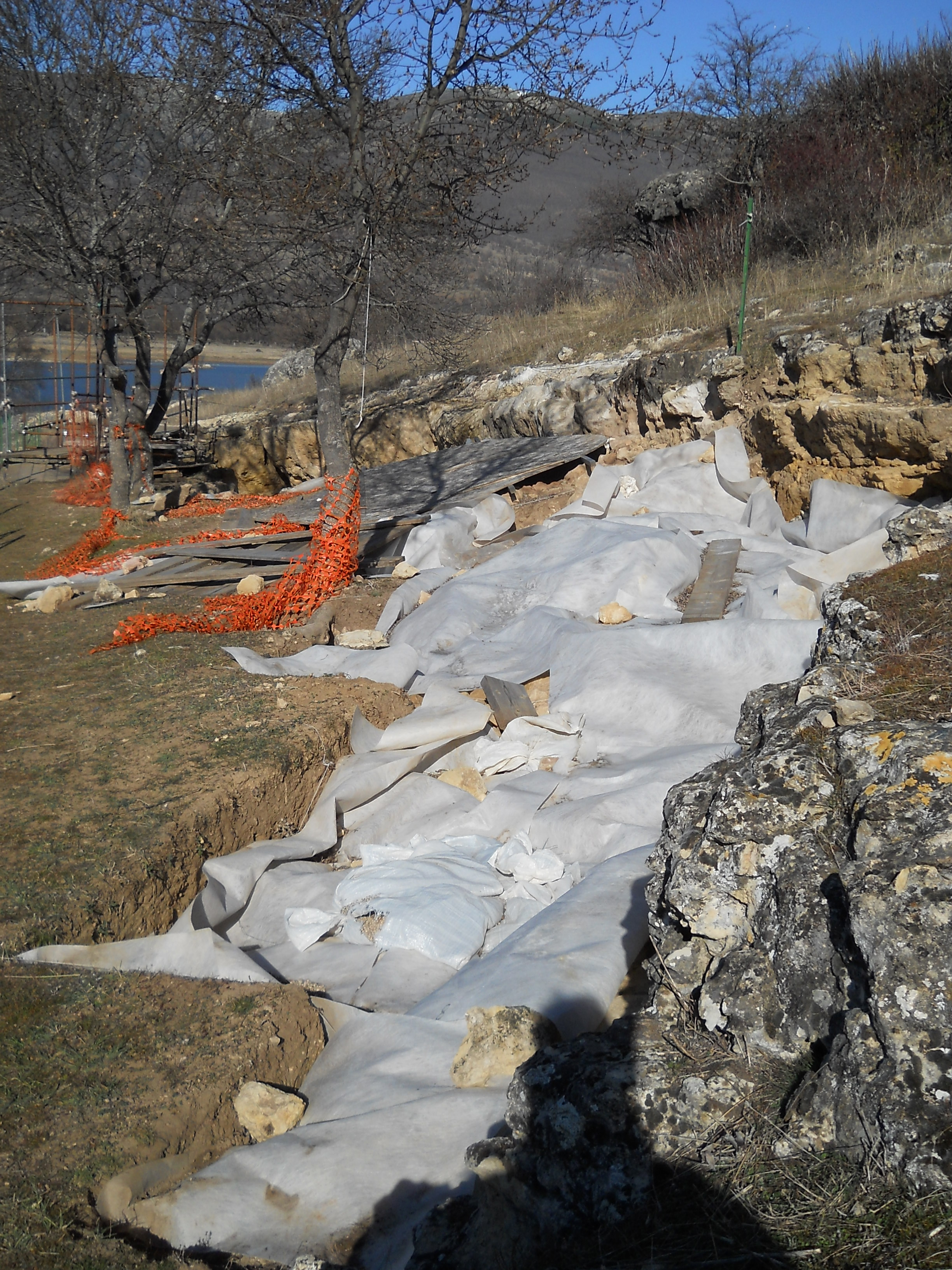
Abrigo de Navalmaíllo en 2012.

Descubierto en 2002, es un abrigo labrado en la caliza cretácica por el arroyo de Valmaíllo y actualmente colgado unos ocho metros por encima de su cauce. Su relleno posterior presenta al menos tres niveles de ocupación por neandertales (D, F y H), uno de ellos, de hace 77 000 años, de más de 350 m² de extensión. Presenta potentes hogares, y ha proporcionado numerosos restos de los animales consumidos y de industria lítica. El nivel superior está datado en 40 000 años.

### Paleontología

#### Sistemática
Destacan los mamíferos herbívoros, mientras que los carnívoros son anecdóticos: Dama dama, Cervus elaphus, Bos primigenius, Equus caballus, Stephanorhinus hemitoechus, Vulpes vulpes, Leporidae indet., Chelonia indet. De entre los roedores pueden citarse los topillos Microtus gr. duodecimcostatus, M. arvalis y M. agrestis, aunque en el nivel H el taxón dominante es el topillo de Brasov (Pliomys coronensis).

#### Tafonomía
La mayoría de los huesos están muy fragmentados, con evidencias de haber sido rotos en fresco. Algunos huesos muestran además otras huellas de la actividad humana: están quemados, presentan marcas de corte o ambas. La mayoría de los grandes mamíferos están representados por restos de cráneos y extremidades, destacando la ausencia de columnas vertebrales. Por otra parte, la presencia de restos mordidos por carnívoros es escasa.

### Industria lítica
La industria de todos los niveles es musteriense, tallada principalmente en cuarzo.

## Cueva de la Buena Pinta

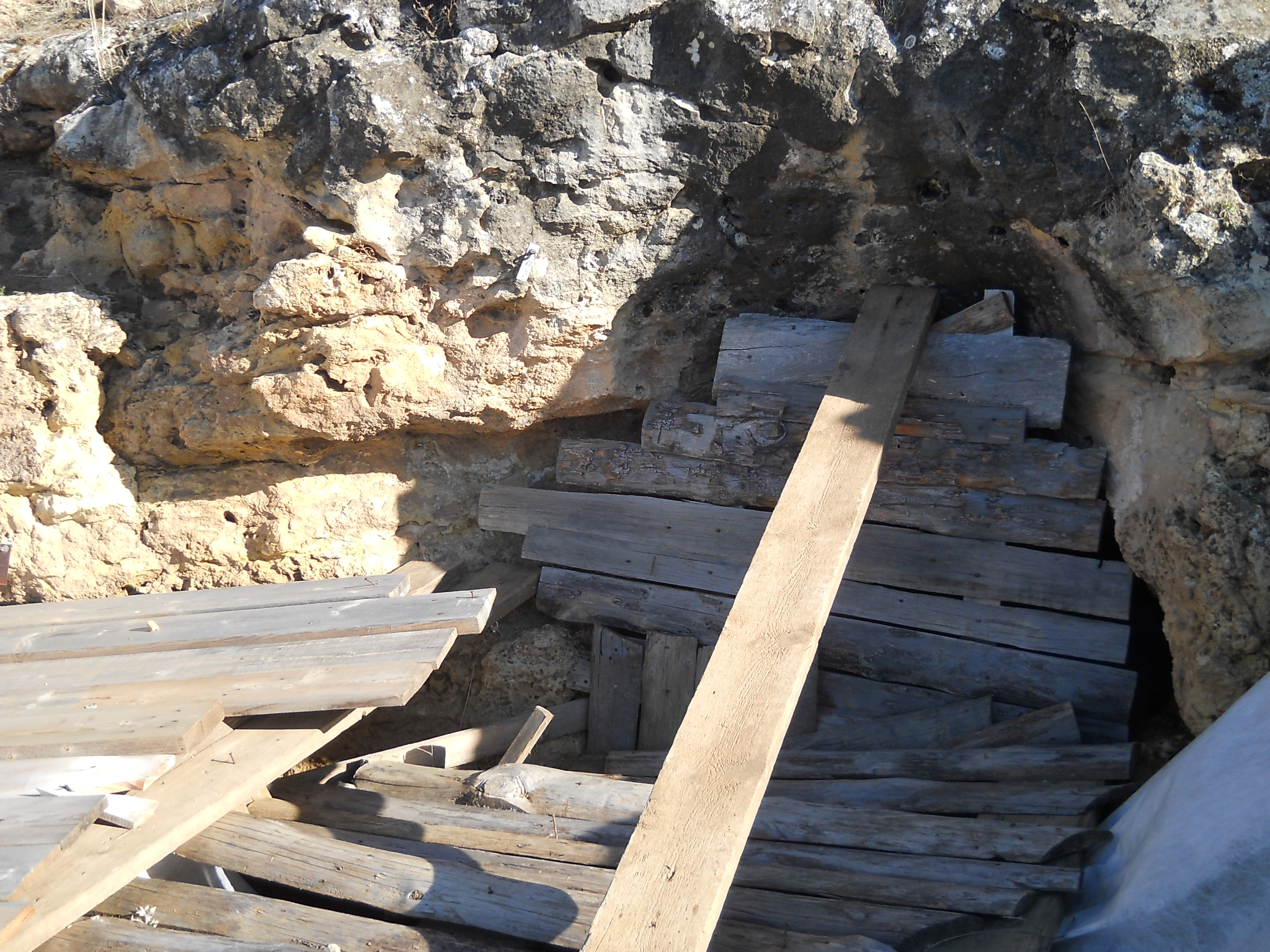
Acceso a la cueva de la Buena Pinta en 2012.

Yacimiento localizado en 2003, muy abundante en restos paleontológicos. Aquí se han descubierto los restos de un cubil de hienas de hace 63 000 años y un enterramiento de la Edad de Bronce de hace 3500 años. El cubil de hienas ha proporcionado un muestreo de la fauna de la época, de ambiente más frío que el registrado en los otros yacimientos, además de dos molares de neandertal y muy escasa industria lítica. En el nivel 3 se han encontrado restos de una pica o liebre silbadora (Ochotona), típica de climas fríos, de estepa, únicos en la península ibérica y que representan el registro más meridional de este género en Europa.

### Geología
La cueva es de pequeñas dimensiones y completamente colmatada de sedimentos. Bajo los primeros depósitos holocenos se han distinguido seis niveles.
Para el nivel 3 se ha establecido una datación por luminiscencia estimulada ópticamente de 63 451±5509 años.

### Paleontología
La composición faunística, aún en estudio, parece similar a la de la Cueva del Camino, predominando los herbívoros y destacando entre los micromamíferos los topillos Microtus gr. duodecimcostatus y M. arvalis como los más comunes. Como diferencia principal se ha registrado la presencia de Marmota sp. y la mencionada Ochotona, que indican un clima más frío que durante la formación del yacimiento de la Cueva del Camino.
Las marcas de actividad de carnívoros en los huesos, la presencia de individuos inmaduros de hiena y abundantes coprolitos de hiena son los indicios de la ocupación como cubil por las hienas. Algo más de la mitad de los restos presentan huellas de fragmentación por carnívoros.

## Abrigo Ocelado
Cubil de hienas, descubierto en 2004.

## Cueva Des-Cubierta

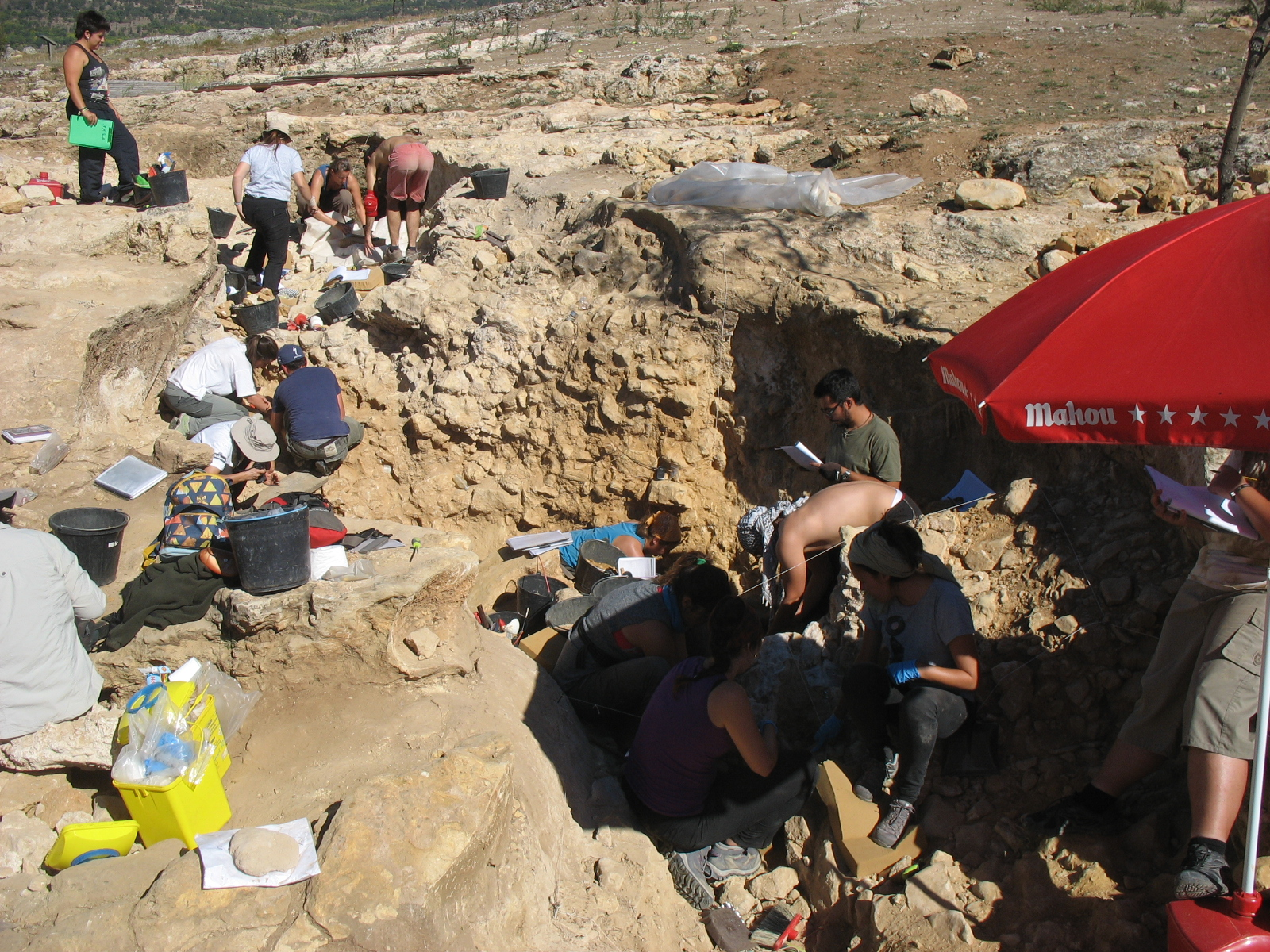
Cueva Des-Cubierta, trabajos de excavación en la campaña de 2015.

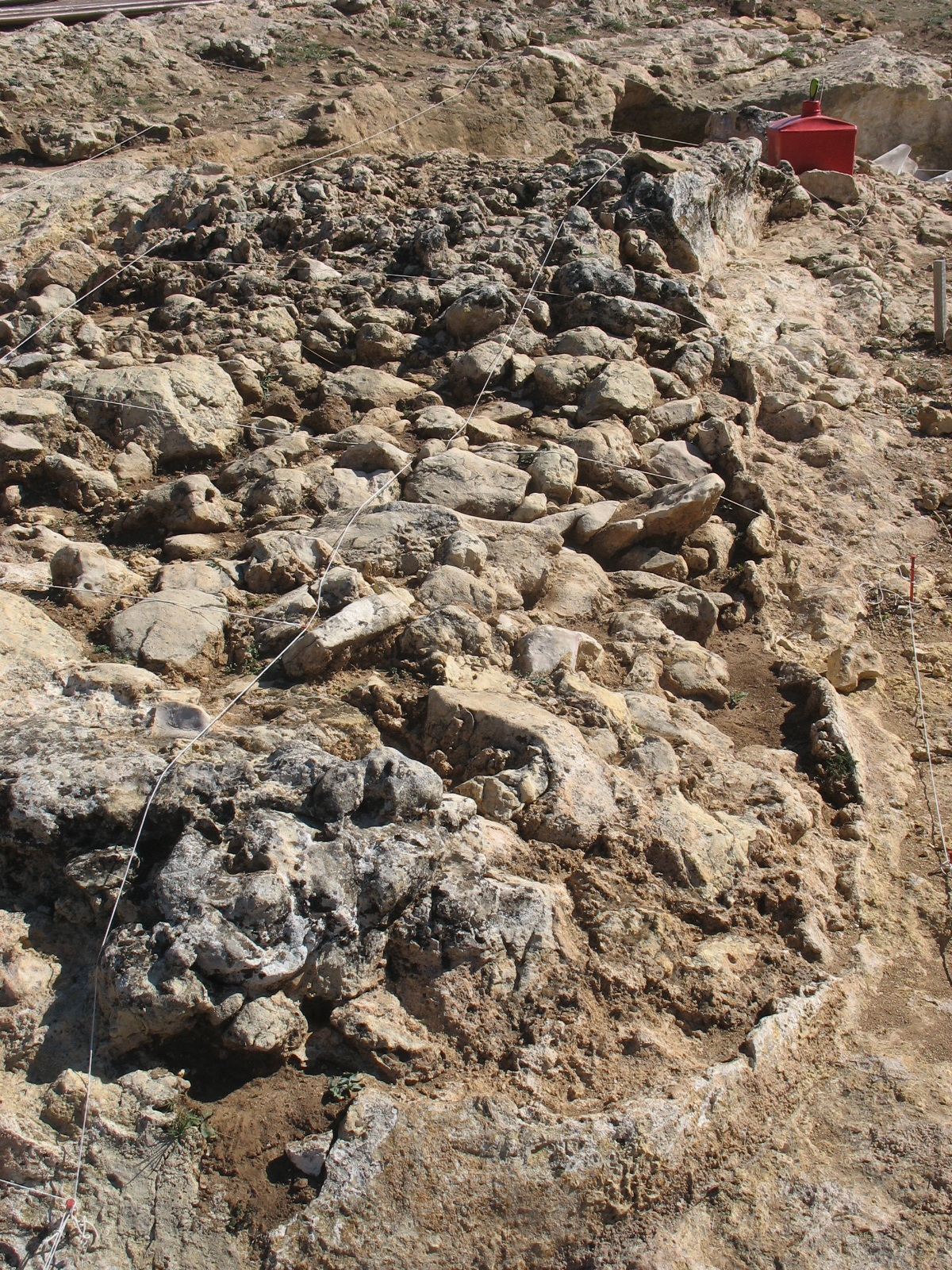
Brecha del relleno y pared de Cueva Des-Cubierta expuestos por la erosión. La pared se ve a la derecha de la imagen y se curva cerrándose hacia la parte inferior. El relleno resalta por erosión diferencial.

Descubierta en 2009, se encuentra en proceso de excavación y los hallazgos en estudio.
Durante la campaña de 2015 se ha podido reconstruir un fragmento de mandíbula con tres dientes de un individuo infantil de neandertal, de dos años y medio a tres años de edad, al que han apodado la «niña de Lozoya». Podría tratarse del primer enterramiento infantil documentado en Europa.
Asimismo, durante la campaña de excavación de 2015, se ha hallado en la cueva Des-Cubierta un cráneo intacto de rinoceronte, que podría haber sido introducido en la cueva por los neandertales durante algún tipo de ritual.

## Historia
Los primeros restos fósiles fueron descubiertos en 1979, realizándose excavaciones entre 1979 y 1989 por parte de paleontólogos de la Facultad de Ciencias Geológicas de la Universidad Complutense, dirigidas por el profesor Francisco Alférez. Fruto de estos trabajos resultaron numerosas publicaciones científicas y comunicaciones a congresos internacionales.
Desde 2002 se realizan nuevas excavaciones, dirigidas por el paleontólogo Juan Luis Arsuaga (Museo de la Evolución Humana), el arqueólogo Enrique Baquedano  (Museo Arqueológico Regional de la Comunidad de Madrid) y el geólogo Alfredo Pérez-González (Centro Nacional de Investigación sobre la Evolución Humana), durante el curso de las cuales se han descubierto nuevos yacimientos y, con nuevo material, se ha podido precisar la datación y origen del ya conocido.
En septiembre de 2015 se inauguró el denominado «parque arqueológico "Valle de los Neandertales"», con paneles explicativos in situ y visitas guiadas, abriendo los yacimientos al público no especializado. Se prevé que esté abierto de forma permanente a partir del 28 de septiembre de 2015.